# Granat M
M – francuski granat zaczepny. 
Ma wykonany z tworzywa sztucznego korpus w kształcie walca. Jest uzbrojony w uniwersalny zapalnik PFA5 o działaniu uderzeniowym, uderzeniowo–czasowym lub czasowym ze zwłoką. Odmianą granatu jest granat uniwersalny MD składający się z granatu M połączonego z tuleją odłamkową o masie 152 g.